# 溪南八景图册
《溪南八景图册》是清代画家石涛的著名画作，现藏于上海博物馆。
《溪南八景图册》系石涛受邀，为好友名士吴与桥（字南高）所画，用宋罗纹纸，根据明代祝枝山于明弘治戊午年（1498年）创作的诗作《溪南八景》的诗意，创作的八幅山水画册页，描绘吴南高家乡、徽州府歙县西乡西溪南村（别称丰南）的八处风景“溪南八景”，分别是：祖祠乔木、梅溪草堂、南山翠屏、东畴绿绕、清溪涵月、西陇藏云、竹坞凤鸣、山源春涨。共八开，每开纵31.5厘米、横51.8厘米，题跋中说明绘于“庚辰上元前二日青莲阁”，即1700年正月十三日，绘于扬州青莲阁。

## 收藏
《溪南八景图册》后由邻村唐模村的许睡山收藏。许睡山之子许天球遵父命将将其归还西溪南村的内弟吴莼野。
这套册页后为籍贯浙江湖州南浔镇的收藏家庞莱臣收藏。1937年抗日战争中，南浔镇沦陷时,图册散失四开，现存第四、五、七、八图。1940年由张大千补画四开，现一同藏于上海博物馆。

## 图册

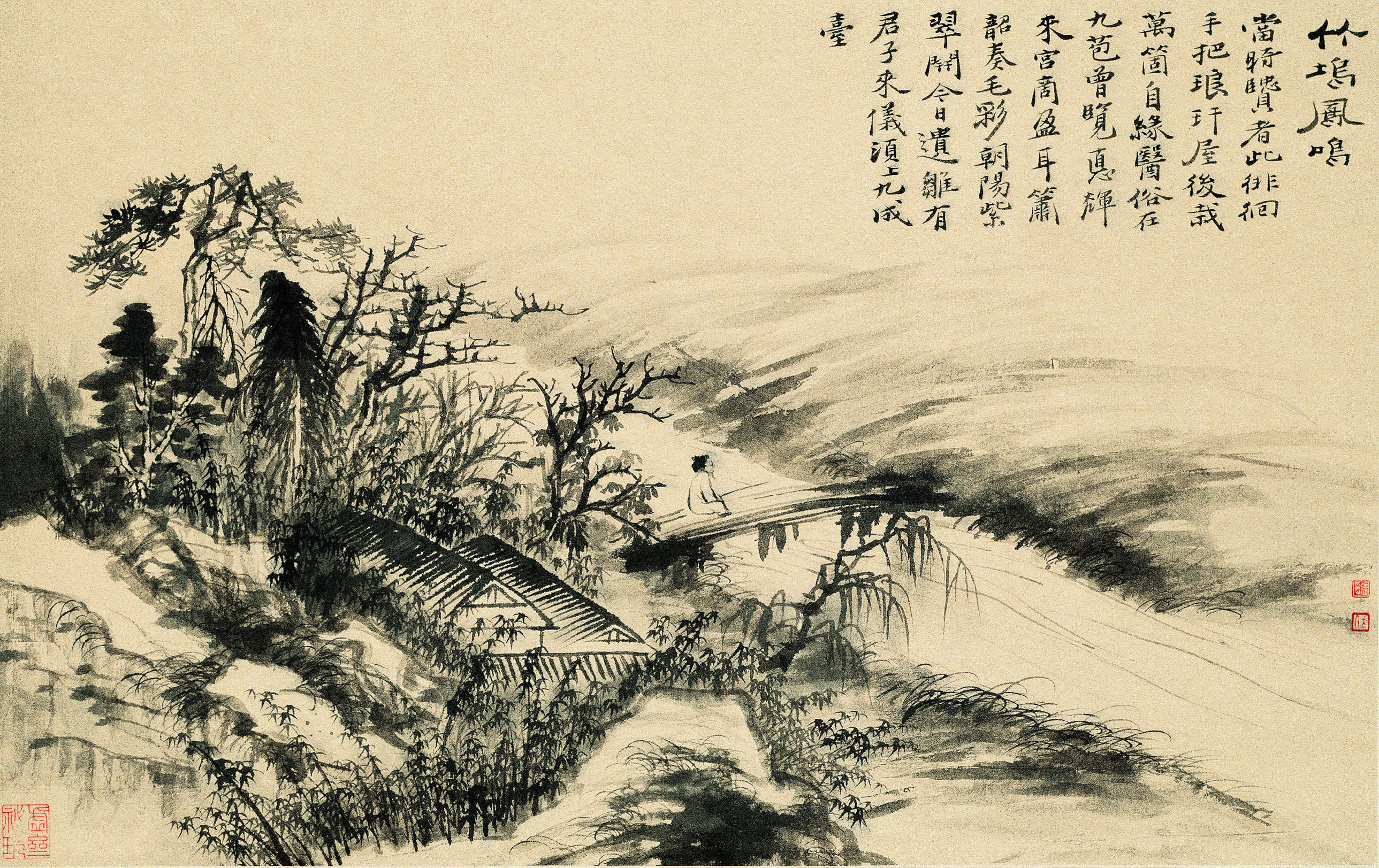
竹坞凤鸣
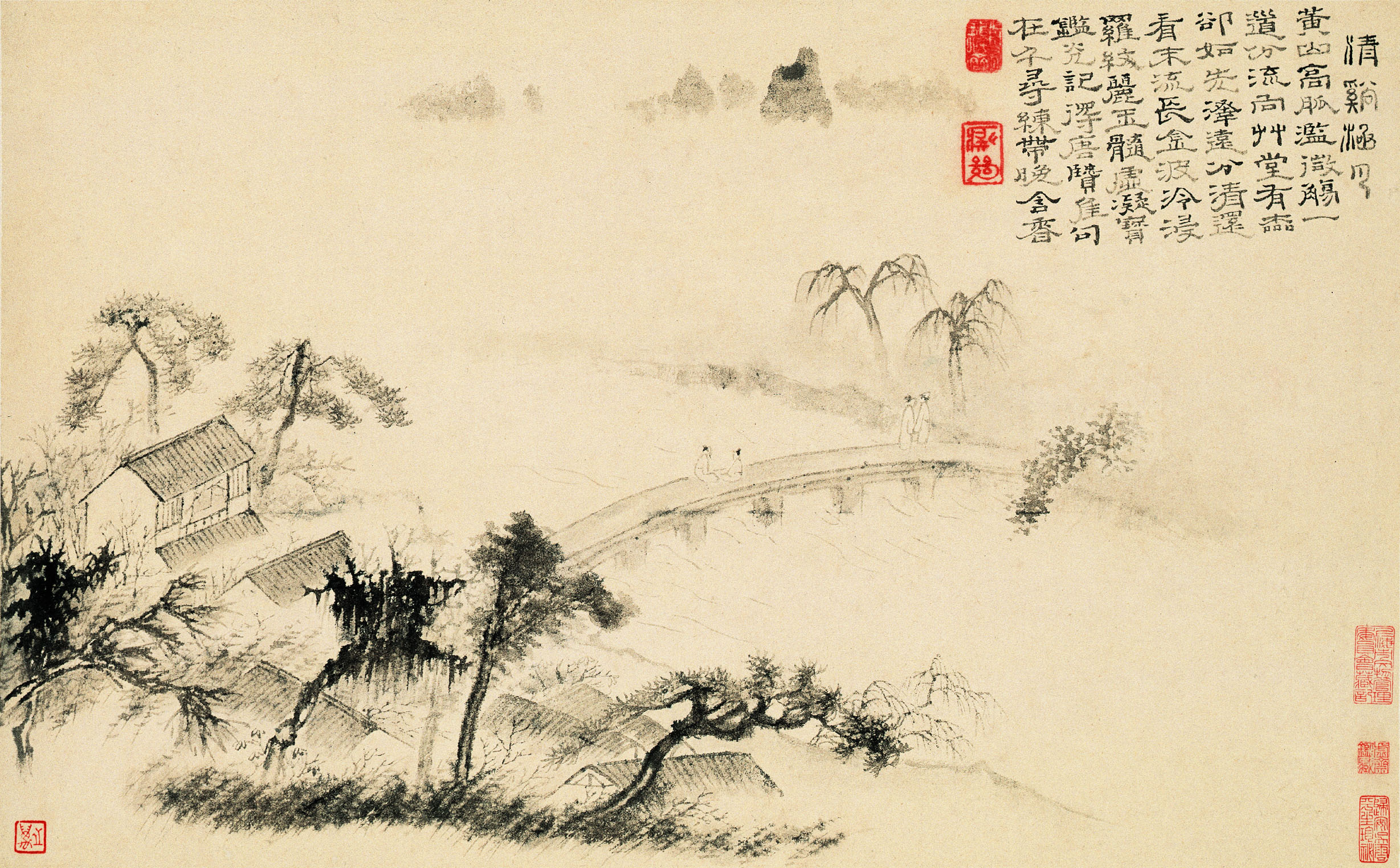
清溪涵月
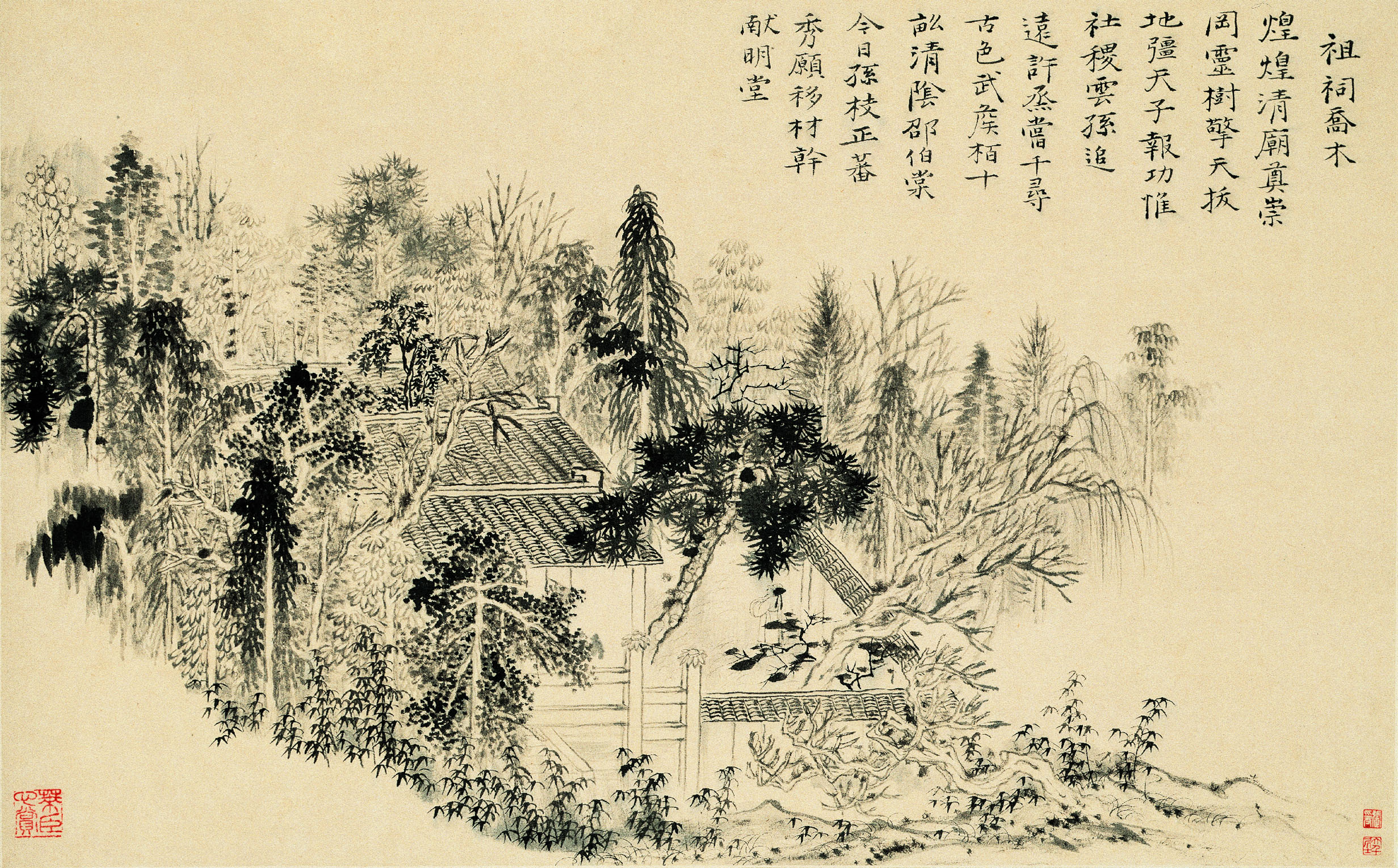
祖祠乔木
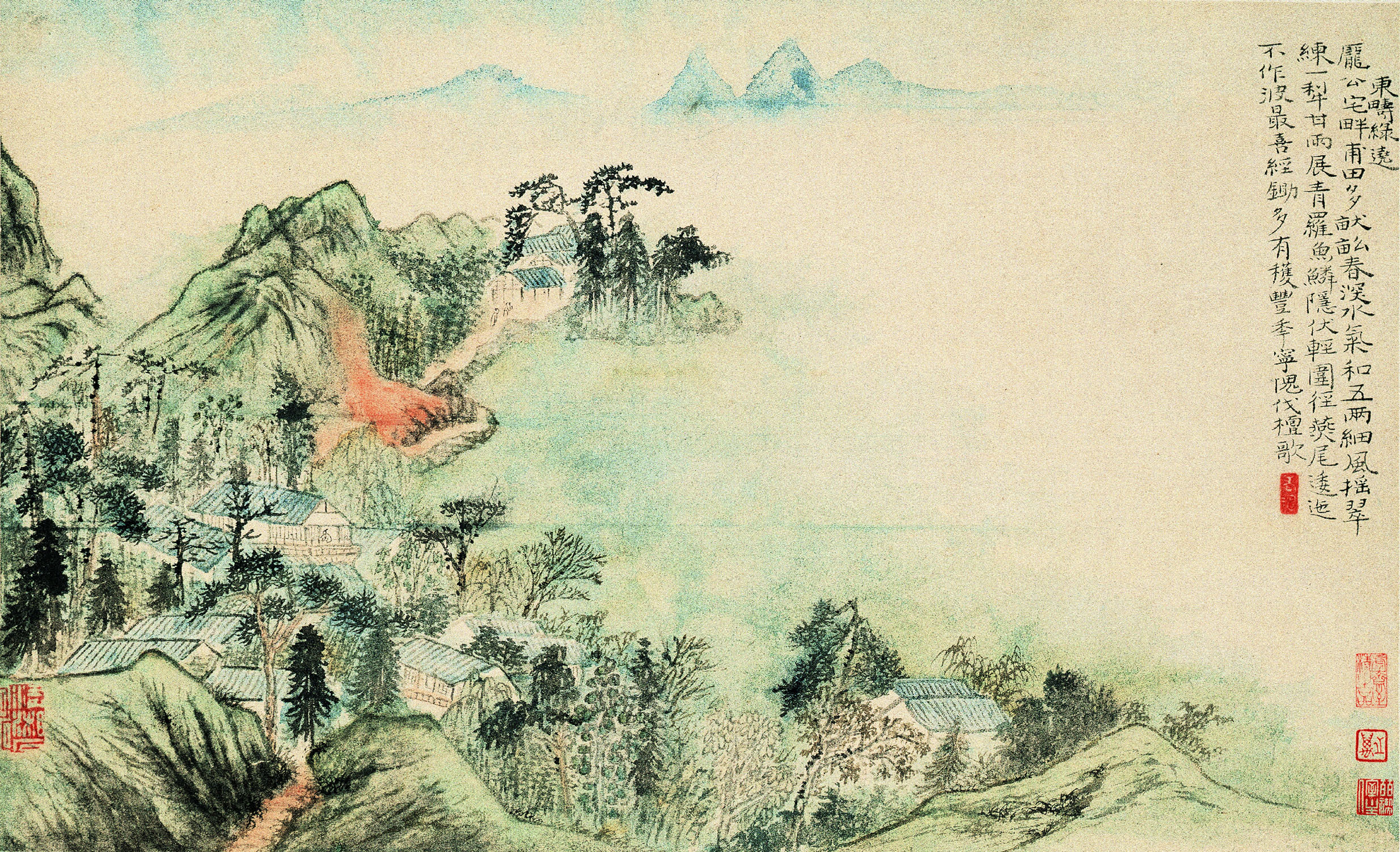
东畴绿绕
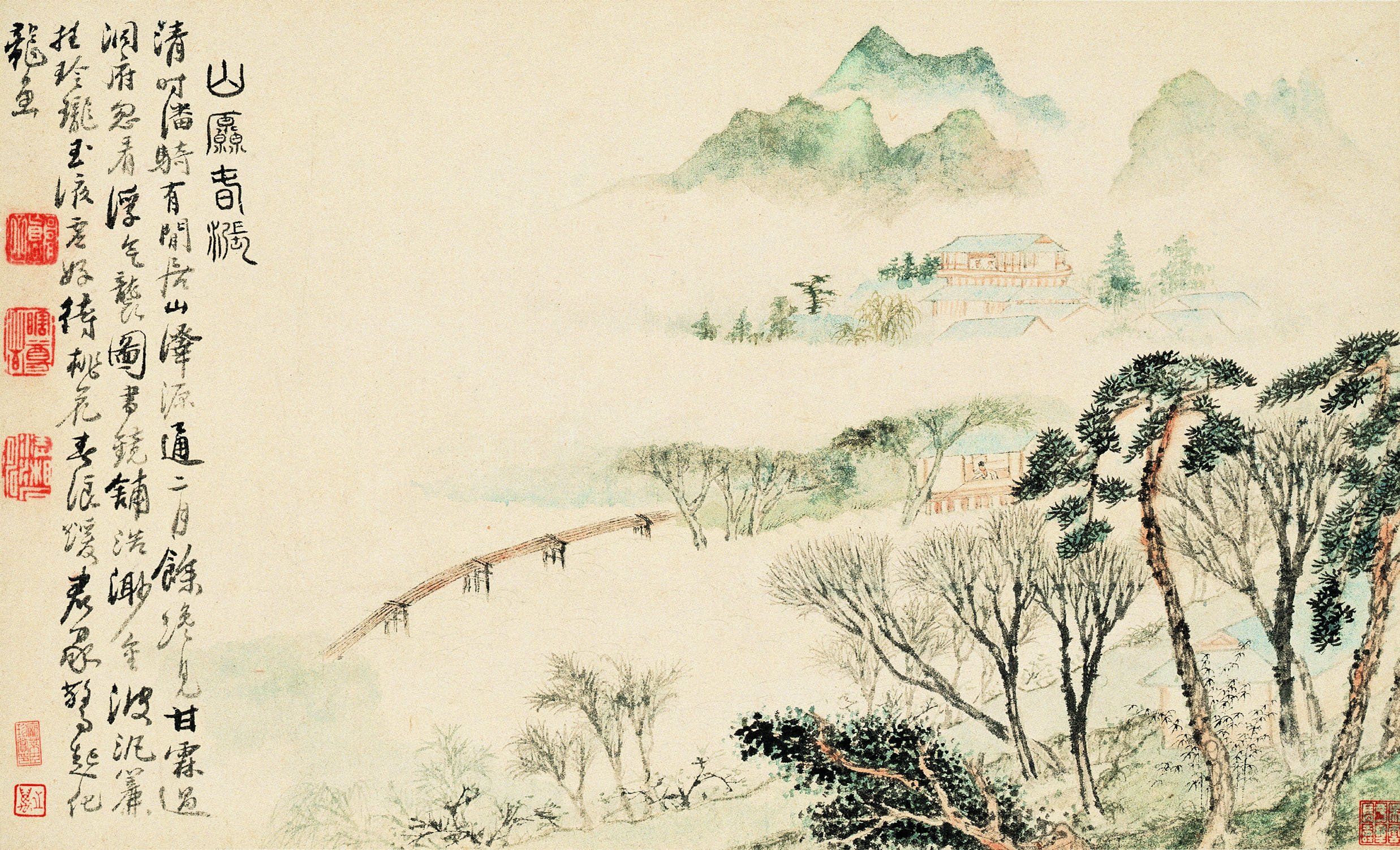
山源春涨
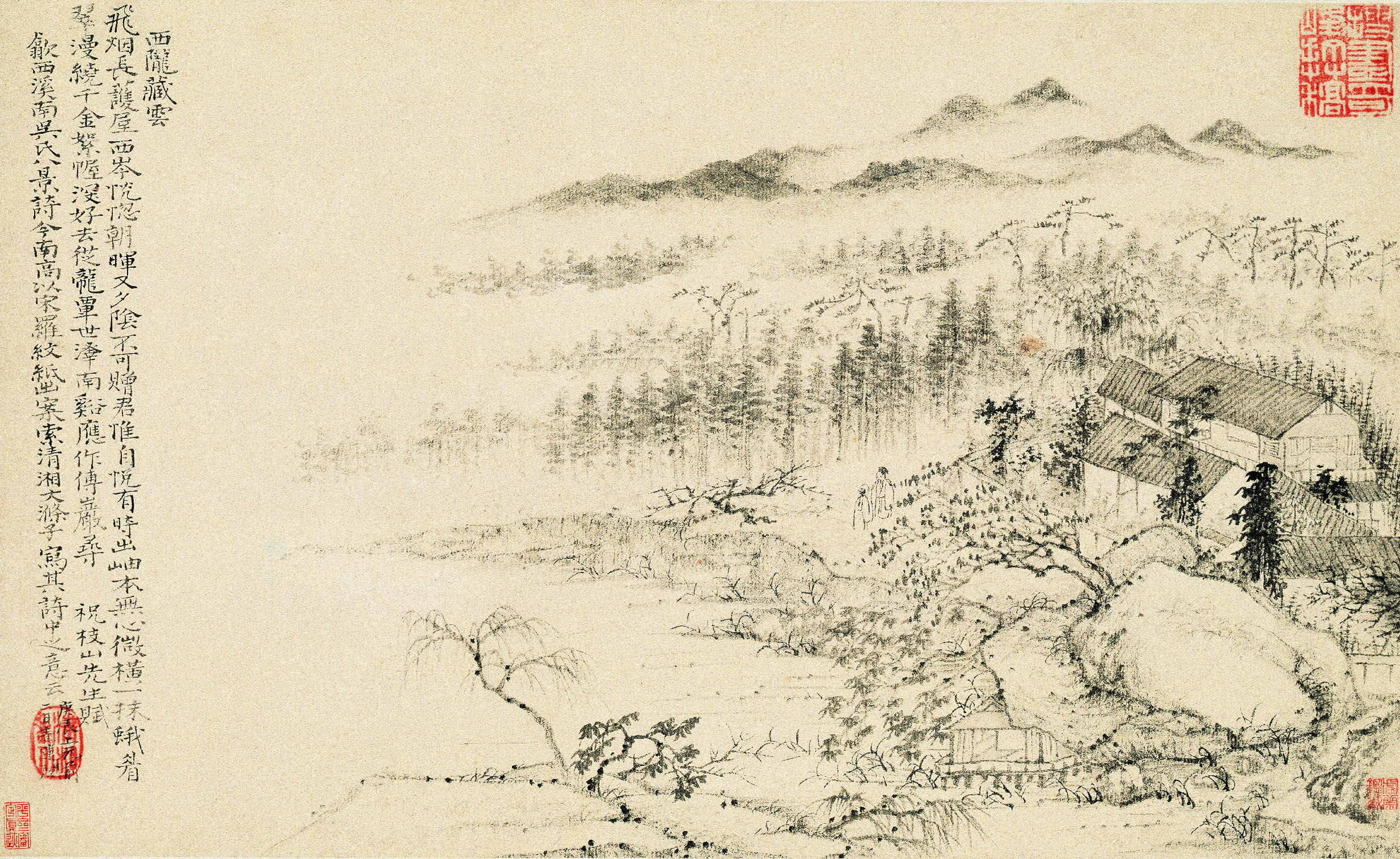
西陇藏云
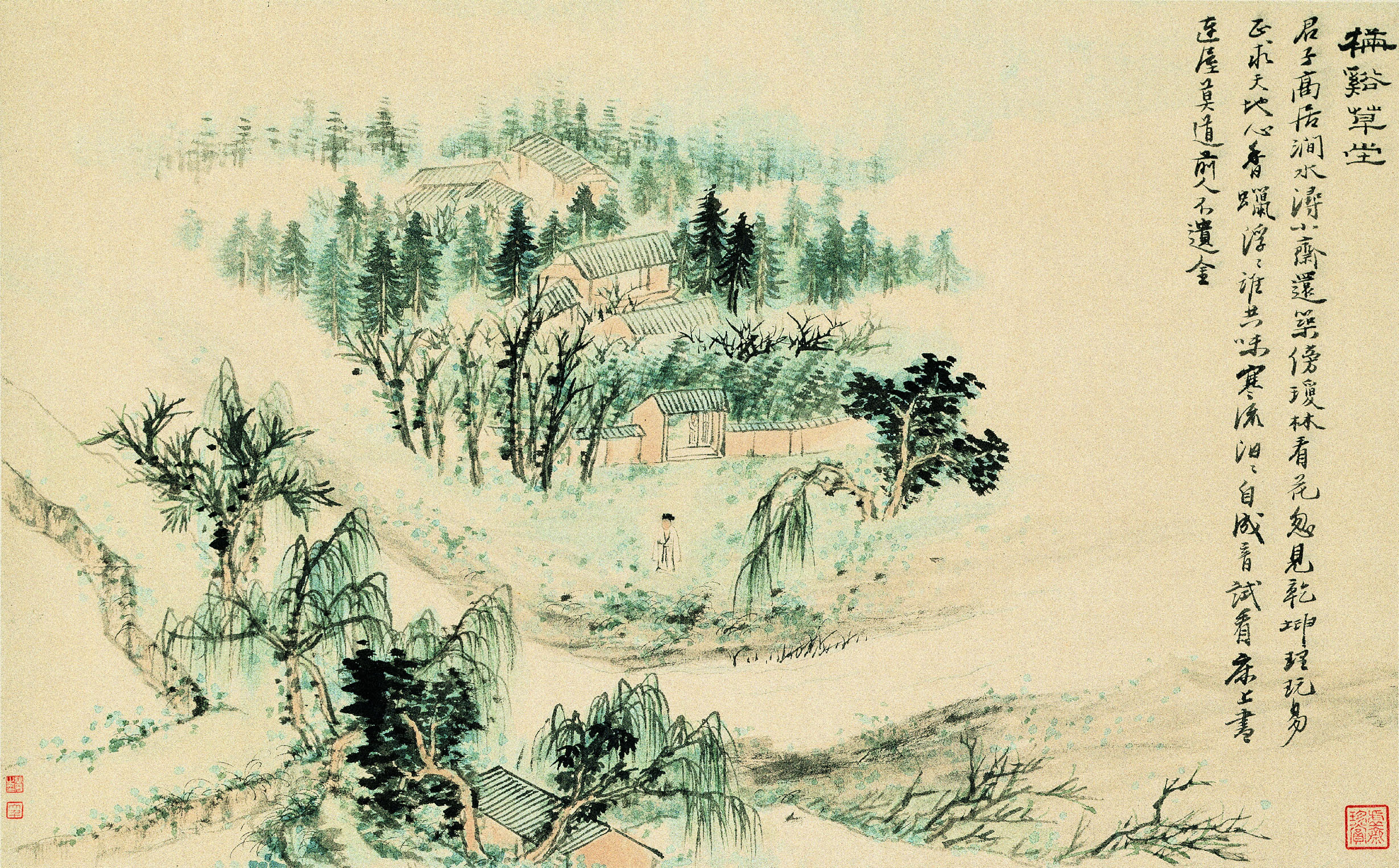
梅溪草堂
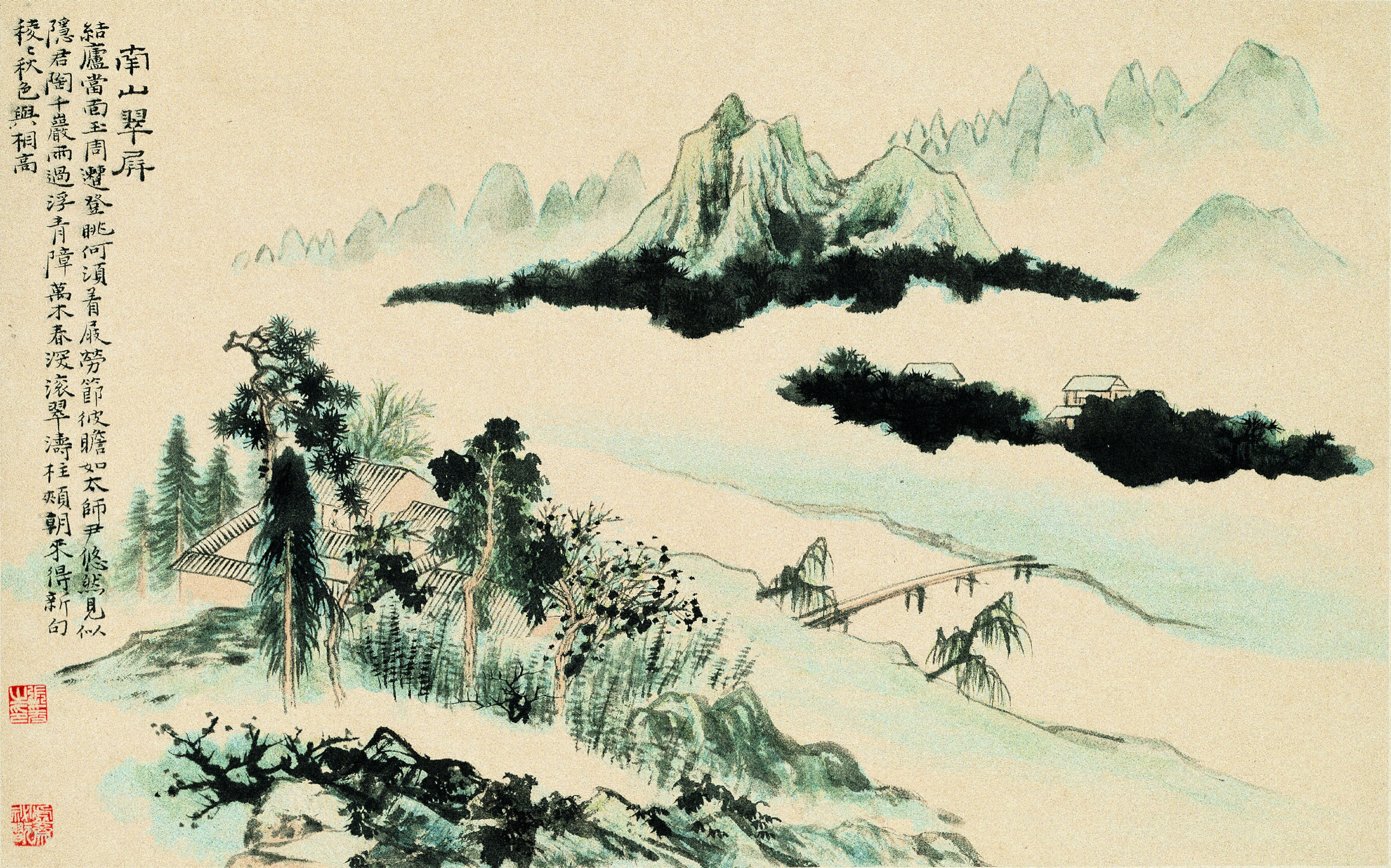
南山翠屏